# Pierre Douchet
Pierre Douchet est un homme politique français né le 24 avril 1745 au Hamel (Somme) et décédé le 2 mars 1818 au même lieu.
Cultivateur au Hamel, il est député du tiers état pour la bailliage d'Amiens aux États généraux de 1789, siégeant dans la majorité.

## Sources
- « Pierre Douchet », dans Adolphe Robert et Gaston Cougny, Dictionnaire des parlementaires français, Edgar Bourloton, 1889-1891 [détail de l’édition]